# Maurílio Ferreira Lima
Maurílio Figueira de Ferreira Lima (Limoeiro, 20 de setembro de 1940 — Recife, 3 de maio de 2017) foi um político brasileiro. Exerceu o mandato de deputado federal constituinte em 1988.
Ele se formou em ciências jurídicas e sociais pela Faculdade de Direito da Universidade do Brasil, atual Universidade Federal do Rio de Janeiro (UFRJ). Estreou jovem na vida pública, com apenas 18 anos, como oficial de gabinete do então prefeito do Recife, Miguel Arraes. Em 1962, tornou-se assessor do ministro da agricultura, Osvaldo de Lima Filho. Em 1966, candidatou-se a deputado federal por Pernambuco, na legenda do Movimento Democrático Brasileiro (MDB) e foi eleito como suplente de deputado federal, assumindo o mandato em abril de 1968. Maurílio denunciou o plano que veio a ser conhecido como “caso Pára-Sar”, tramado por oficiais da Aeronáutica, que consistia na utilização do pessoal de um corpo de salvamento (o Pára-Sar) para realizar ações terroristas que seriam imputadas a grupos armados de esquerda. Segundo sua denúncia, o Pára-Sar teria se preparado para invadir residências de líderes radicais, raptá-los e jogá-los ao mar. O plano não teria sido executado devido à sua ampla repercussão negativa e à resistência de alguns oficiais em cumpri-lo.
Maurílio Ferreira Lima teve seus direitos políticos cassados com a decretação do Ato Institucional nº 5 (AI-5) e o fechamento do Congresso Nacional. Isto posto, refugiou-se inicialmente no Uruguai, contando com o auxílio do presidente deposto João Goulart; depois, exilou-se no Chile e, por fim, na Argélia na companhia do advogado, economista e político Miguel Arraes, que também teve seus direitos políticos cassados.